# Joan Enrich
Joan Enrich (Barcelona, 1743 - Barcelona, 1795) fue un escultor español.

## Trayectoria
Se tienen pocos datos de su vida, a excepción de que entre 1774 y 1776 pasó una estancia en Roma.

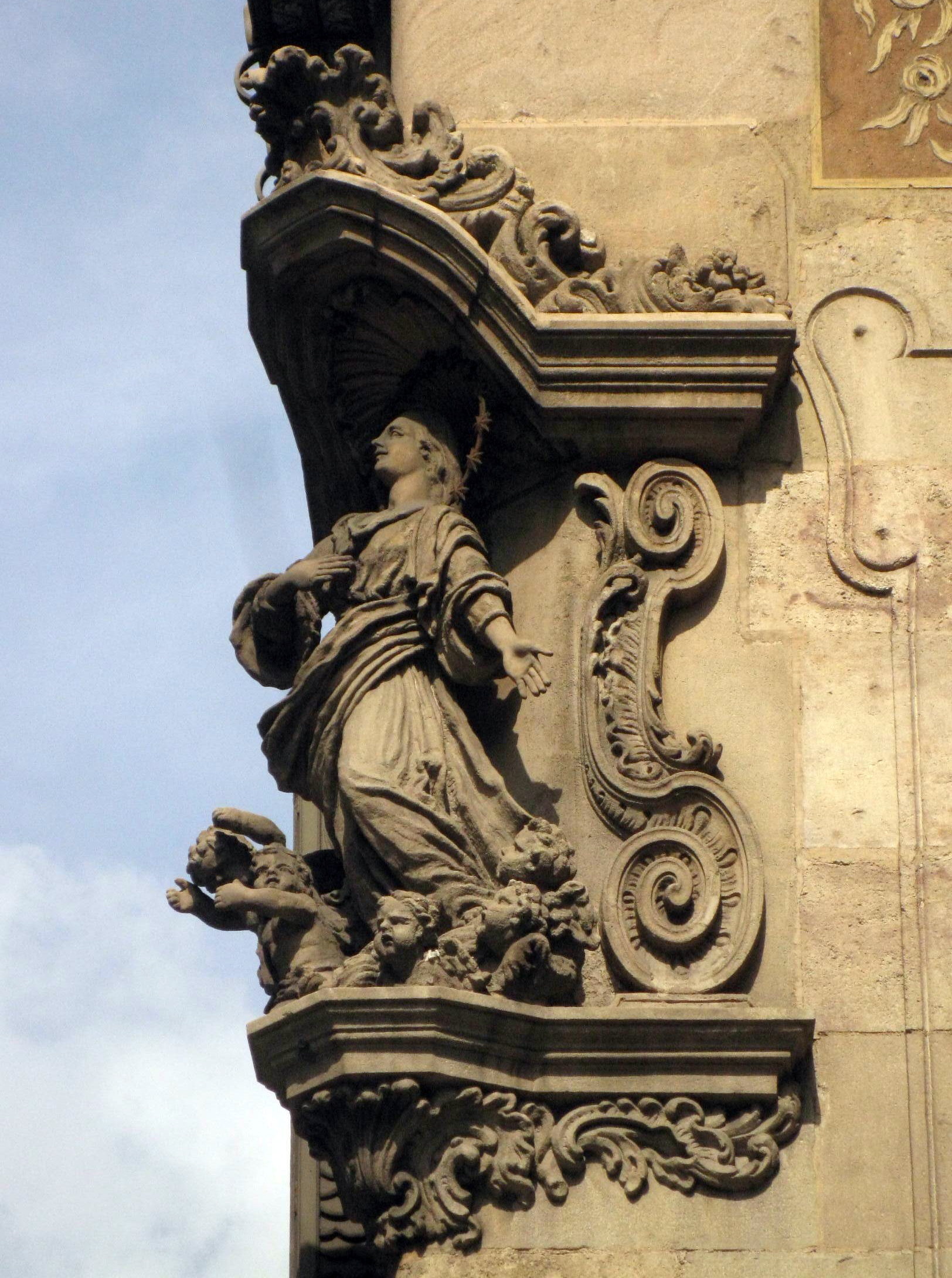
Nuestra Señora de los Ángeles (1763).

Fue autor de la imagen de Nuestra Señora de los Ángeles situada en una hornacina de la Casa de la Seda, en la Vía Layetana, confeccionada en 1763. Es una escultura de piedra de 1,50 m de altura, que representa a esta advocación mariana de pie con la mano derecha en el corazón, con varios angelotes a sus pies y coronada por una diadema de estrellas.
En 1767 realizó el sepulcro para el marqués de la Mina en la iglesia de San Miguel del Puerto, destruido en 1936.
En 1782 presentó a la Real Academia de Bellas Artes de San Fernando un altorrelieve en barro cocido con el tema, poco común, de Los crucificados en el Collado de Gabaa para su admisión como académico de mérito, acompañado de un memorial en el que recordaba sus estudios en Roma. Tomado de II Samuel 21, 1-4, representa el momento en el que los siete descendientes de Saúl, ejecutados por orden de David, son sepultados en presencia de este.
Ceán Bermúdez, con el nombre de Juan Henrich y el título de académico de mérito de la de San Fernando, recogió en el Diccionario de los más ilustres profesores de la Bellas Artes en España algunas de sus más celebradas obras en Barcelona y el principado de Cataluña, de entre las que destacaba el «suntuoso sepulcro que el marqués de Meca se hizo construir en el convento de los carmelitas calzados de Barcelona, con dos estatuas alegóricas apoyadas a la urna, y el retrato del marqués encima». También quatro o cinco apóstoles para la fachada del monasterio de Montserrat, el sepulcro del marqués de la Mina y su «mejor obra [que] es el que está en el cementerio del hospital general de esta ciudad, con tres baxos-relieves que representan el purgatorio y la muerte de Alexandro y de Aristóteles», pero juzgaba que se había dedicado en exceso a los estudios anatómicos trabajando sobre cadáveres en el colegio de cirugía, de donde procede «la afectación en esta ciencia que se observa en sus obras, y por consiguiente la dureza y sequedad».
En 1784 construyó la Fuente de Neptuno, promovida por el conde del Asalto y situada junto a la Aduana, en la ubicación de la actual Estación de Francia. Representaba al dios Neptuno de pie sobre unos delfines y un pedestal con bajorrelieves, en medio de una taza de agua. La estatua fue destruida en la revuelta popular de 1843 y sustituida por una copia efectuada por un picapedrero, hasta que en 1877 la fuente fue desmontada; solo se conservó el bajorrelieve del pedestal, que se encuentra en el Museo de Historia de Barcelona.